# 752-й мотострілецький полк (РФ)
752-й гвардійський мотострілецький Петроковський двічі Червоного прапора, орденів Суворова, Кутузова і Богдана Хмельницького Волзький казачий полк (752 МСП, в/ч 34670; до 2016 — 65349) — формування мотострілецьких військ Збройних сил Російської Федерації чисельністю у полк. Дислокується у м. Валуйки Білгородської області. Входить до складу 3-ї мотострілецької дивізії.

## Історія
У 1992 році Західна група військ (ГРВН) перейшла під юрисдикцію Російської Федерації. У червні 1993 року 81-й гвардійський мотострілецький полк 90-ї гвардійської танкової дивізії був передислокований в Приволзький військовий округ і розміщений на полігоні Чорноріччя Волзького району Самарскої області. На місці дислокації розпочалось будівництво військового містечка за кошти уряду Німеччини. Разом з іншими частинами дивізії полк увійшов до складу 2-ї гвардійської танкової армії.
Згідно з наказом МО РФ №036 від 15 червня 1994 року полку, що дислокувався на території Волзького козацького війська, було присвоєне найменування «Волзький казачий».

### Перша Чеченська війна
14 грудня 1994 року полк був піднятий по тривозі та шістьма ешелонами перекинутий в м. Моздок. На 20 грудня полк повністю зосередився на полігоні в Моздоці. Техніка була низькій бойовій готовності, а особовий склад недосвідченим та без бойової підготовки.
Згідно з офіційними даними, станом на 10 січня 1995 року полк втратив в Грозному 63 військовослужбовців вбитими.
Фактично після повернення з Чечні полк був розформований і перетворений на відділ бази зберігання озброєння та техніки.
До 1 червня 2009 року в місті Самара на базі 81-го гвардійського мотострілецького полку 27-ї гвардійської мотострілецької дивізії була сформована 23-тя окрема гвардійська мотострілецька бригада (в/ч 65349).
Станом на 2014 рік 23-тя бригада була дислокована в с. Кряж Самарської області (Центральний військовий округ).

### Війна на сході України
Відкриті джерела надають інформацію про участь окремих військовослужбовців та з'єднань бригади у операціях РФ проти України.
17 липня 2014 року бійцями 51 ОМБр Збройних сил України було затримано військовослужбовця 23 ОМСБр Балобанова Андрія Сергійовича (рос. Балобанов Андрей Сергеевич). За словами СБУ, він залишив місце служби на знак протесту проти агресії Росії щодо України. Він дістався України з наміром просити політичного притулку.
24 серпня 2014 року українськими бійцями було захоплено БТР 23 ОМСБр.
10 лютого 2015 року загинув «при виконанні спеціального завдання» командир роти снайперів 23-ї бригади Сергій Шашкін (рос. Шашкин Сергей Александрович). Військовослужбовці бригади у соціальних мережах називали місце загибелі — Луганськ.
Штаб АТО на брифінгу 11 березня 2015 р. заявив що частини 23 ОМСБр діють в районі Луганська.

### Передислокація і переформування
В 2016 р. 23 ОМСБр передислокована в м. Валуйки Білгородської області. В грудні 2016 року на базі 23-ї бригади і 9-ї окремої мотострілецької бригади була сформована 3-тя мотострілецька дивізія. Зокрема, 23-тя бригада була переформована на 752-й гвардійський мотострілецький полк.
У листопаді 2018 року у полку присягу склало 170 чоловік.

### Російське вторгнення в Україну
В 2022 полк бере участь у боях на Харківському напрямку.
30 вересня 2022 року під час вторгнення Росії в Україну полк потрапив в оперативне оточення під Лиманом (Донецька область). В оперативному оточенні також опинився сформований "Союзом добровольців Донбасу" загін під назвою "Російський легіон" (він же "Барс-13").
Наприкінці 2023 року було подано 21 позов про визнання службовців військової частини полку загиблими.

## Втрати
Із відкритих джерел відомо про 1 вбитого бійця полку в Сирії і 34 під час російсько-української війни:

## Озброєння

### 2014
- 41 × Т-72
- 130 × БТР-80
- 33 × МТ-ЛБ
- 18 × БМ-21 «Град»
- 36 × 2С19 «Мста-С»
- 18 × 2С12 «Сані»
- 12 × МТ-12 «Рапіра»
- 12 × 9П149 «Штурм-С»
- 4 × БРДМ-2
- 12 × 9А33БМ2 «Оса»
- 6 × «Стріла-10»
- 6 × «Тунгуска»

## Матеріали
- в/ч 65349 на вікімапії [Архівовано 9 березня 2018 у Wayback Machine.]
- 23 ОМСБР, ВАЛУЙКИ, ЗВО: warfare.be
- 23 ОМСБР, ВАЛУЙКИ, ЗВО: archive.is